# Liz Blatchford
Elizabeth Julia Blatchford (conocida como Liz Blatchford; Wilmslow, 5 de febrero de 1980) es una deportista británica que compitió en triatlón, desde 2014 participó bajo la nacionalidad australiana.
Ganó una medalla de oro en el Campeonato de Oceanía de Triatlón de 2004. Además, obtuvo dos medallas de bronce en el Campeonato Mundial de Ironman en los años 2013 y 2015.

## Palmarés internacional
| Representando al Reino Unido |                       |                |            |
| Campeonato de Oceanía        |                       |                |            |
| Año                          | Lugar                 | Medalla        | Prueba     |
| 2004                         | Devonport (Australia) | Medalla de oro | Individual |

| Representando al Reino Unido |                        |                   |            |
| Campeonato Mundial           |                        |                   |            |
| Año                          | Lugar                  | Medalla           | Prueba     |
| 2013                         | Hawái (Estados Unidos) | Medalla de bronce | Individual |
| Representando a Australia    |                        |                   |            |
| Campeonato Mundial           |                        |                   |            |
| Año                          | Lugar                  | Medalla           | Prueba     |
| 2015                         | Hawái (Estados Unidos) | Medalla de bronce | Individual |